# Werner Prosetzky
Werner Prosetzky (* 21. September 1929 in Friedrichsthal; † 24. Dezember 2004 in Berlin) war ein deutscher Offizier, zuletzt Generalmajor der DDR-Staatssicherheit. Er war hauptamtlicher Mitarbeiter der Hauptverwaltung A (HVA) und dort Stellvertreter des Leiters der HVA.

## Leben
Der Sohn eines Arbeiters und einer Schneiderin besuchte die Volksschule und die Handelsschule. Ab 1945 arbeitete er als Angestellter beim Rat der Gemeinde Friedrichsthal. Er trat 1947 in die FDJ  und die SED ein. Prosetzky wurde 1949 Mitarbeiter der FDJ-Kreisleitung Bernau und 1950 der FDJ-Kreisleitung Belzig. Im Jahr 1952 besuchte er die Landesparteischule der SED in Schmerwitz bei Wiesenburg/Mark. 

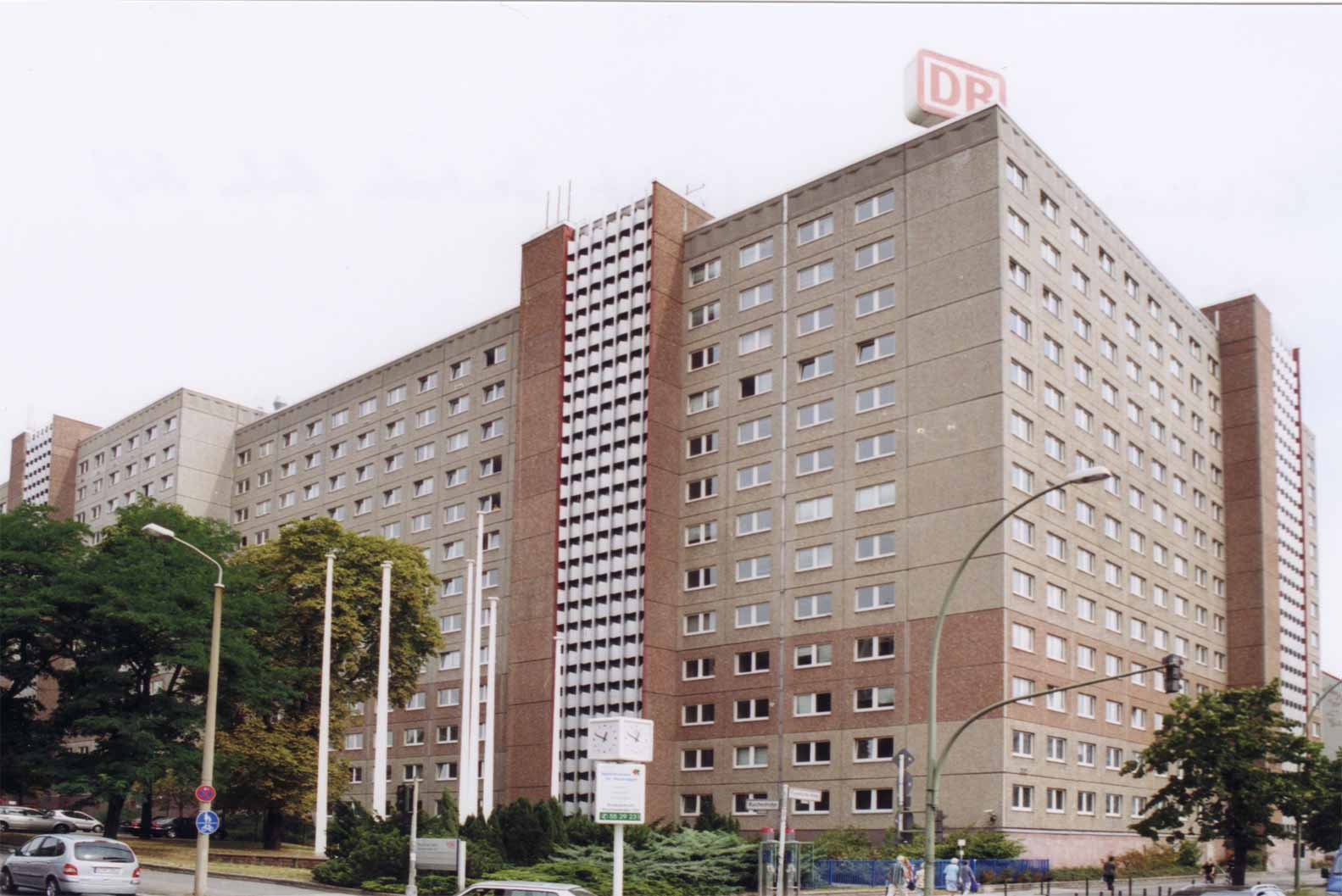
Hauptsitz der HV A im „Haus 15“ der Zentrale des Ministeriums für Staatssicherheit in Berlin-Lichtenberg

1953 wurde er beim Ministerium für Staatssicherheit eingestellt und begann seine Tätigkeit in der  Hauptverwaltung A (HVA). Er arbeitete zunächst in der HVA-Hauptabteilung XV. Dort war er ab 1954 stellvertretender Abteilungsleiter. 
Von Januar 1959 bis 1971 fungierte er als stellvertretender Leiter der HVA-Abteilung III (Legalresidenturen, Berater für Drittweltstaaten). Als Oberstleutnant wurde er 1966 mit dem Vaterländischen Verdienstorden in Bronze ausgezeichnet. Von 1969 bis 1972 absolvierte er ein Fernstudium an der Juristischen Hochschule in Potsdam-Eiche mit dem Abschluss als Diplom-Jurist. 
Von 1971 bis August 1983 war er (als Nachfolger von Horst Jänicke) Leiter der HVA-Abteilung III, 1983 stieg er zum Stellvertreter des Leiters der HVA auf. Zu seinem Dienstbereich in der HVA gehörten die Abteilungen III (Legalresidenturen, Berater für Drittweltstaaten) und XIX (Schulungen sowie die Schule Gosen).
Prosetzky wurde 1984 durch den Vorsitzenden des Nationalen Verteidigungsrates der DDR, Erich Honecker, zum Generalmajor ernannt. Ihm wurde auch der Scharnhorst-Orden verliehen. Nach dem Ende der DDR wurde er im März 1990 entlassen.
Er war Mitglied der Initiativgemeinschaft zum Schutz der sozialen Rechte (ISOR). Er lebte zuletzt in Berlin-Mitte und starb im Alter von 75 Jahren.